# 朝日トンネル (茨城県)
朝日トンネル（あさひトンネル）は、茨城県土浦市と石岡市を結ぶ道路トンネル。2012年（平成24年）11月12日に開通した。全長1,784メートル (m) で、茨城県内の一般道路のトンネルでは最長である。トンネルは土浦と石岡の両市が（仮称）新治八郷線として計画および事業化したもので、トンネル建設は茨城県が受託して施工した。当初は市道の路線に指定されており、土浦・石岡市境があるトンネルの中央を境に、土浦側が土浦市道新治I級14号線、石岡側が石岡市道B8679号線からなった。2017年（平成29年）6月1日より、県道の路線として茨城県道138号石岡つくば線に編入された。

## 建設の経緯
筑波山地の南部にある朝日峠(標高282m)越えのフルーツラインは急勾配や急カーブが連続し、冬季にはしばしば路面凍結するため、2010年度には14日間通行止めとなった。冬季の安定した交通の確保および所要時間短縮の必要性から、朝日峠を迂回するトンネルについて1996年（平成8年）に事業化に着手し、2008年度に着工した。新オーストリアトンネル工法（NATM工法）で施工され、トンネル本体は2012年（平成24年）1月に竣工した。道路幅員は7.5 m。2車線で、設計速度は50 km/h。本トンネルを含む八郷新治線の道路延長は3,660 mである。総工費は当初の65億円から経費削減により減少し、約55億円となる。
東京方面から石岡市八郷地区への最短経路は常磐自動車道土浦北ICから本道を通るルートとなり、従来の千代田石岡IC経由に比べ時間短縮となることから、観光果樹園などでは観光客の増加に期待している。

## ギャラリー

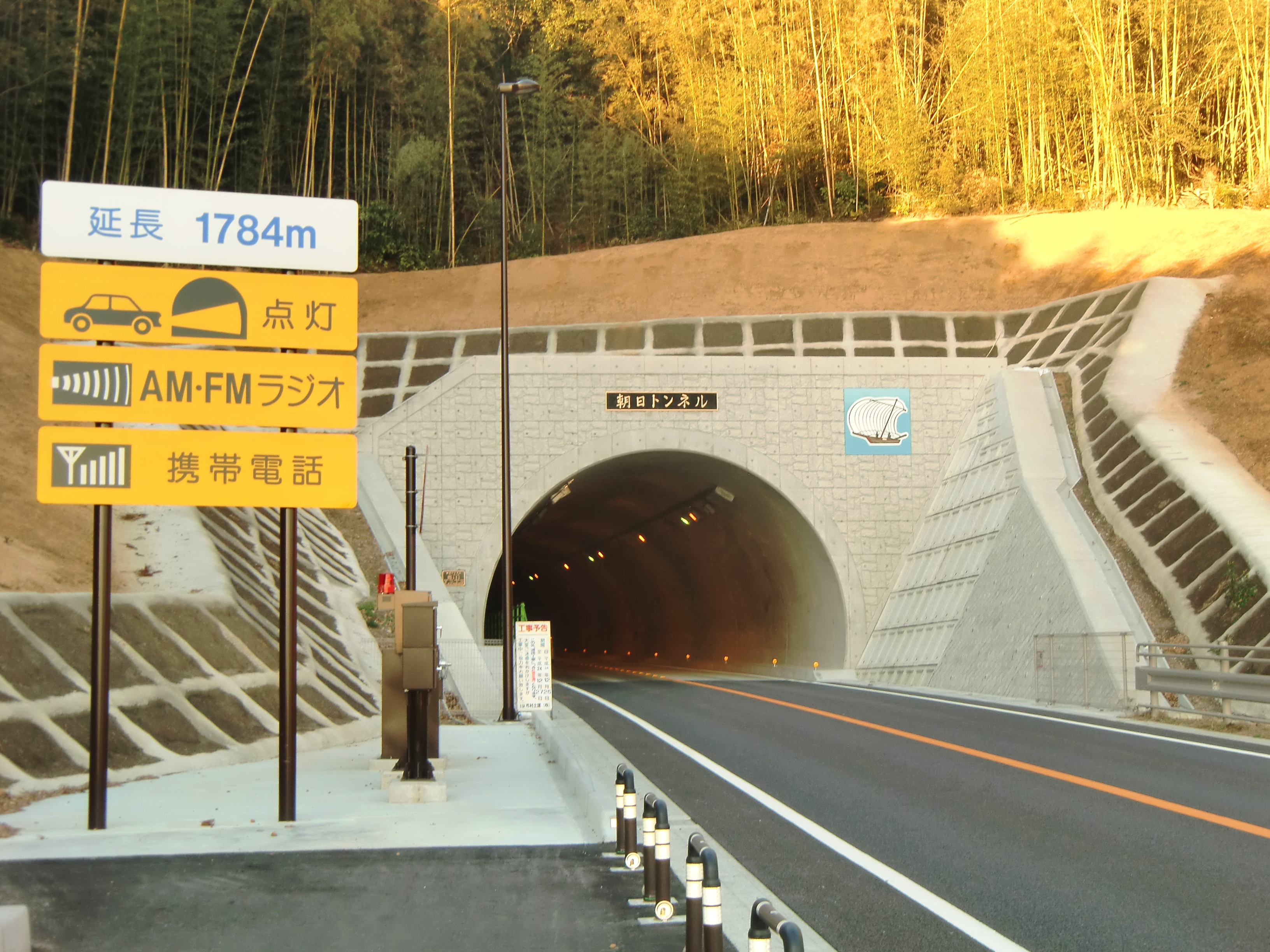
土浦市側出入口（2012年12月撮影）
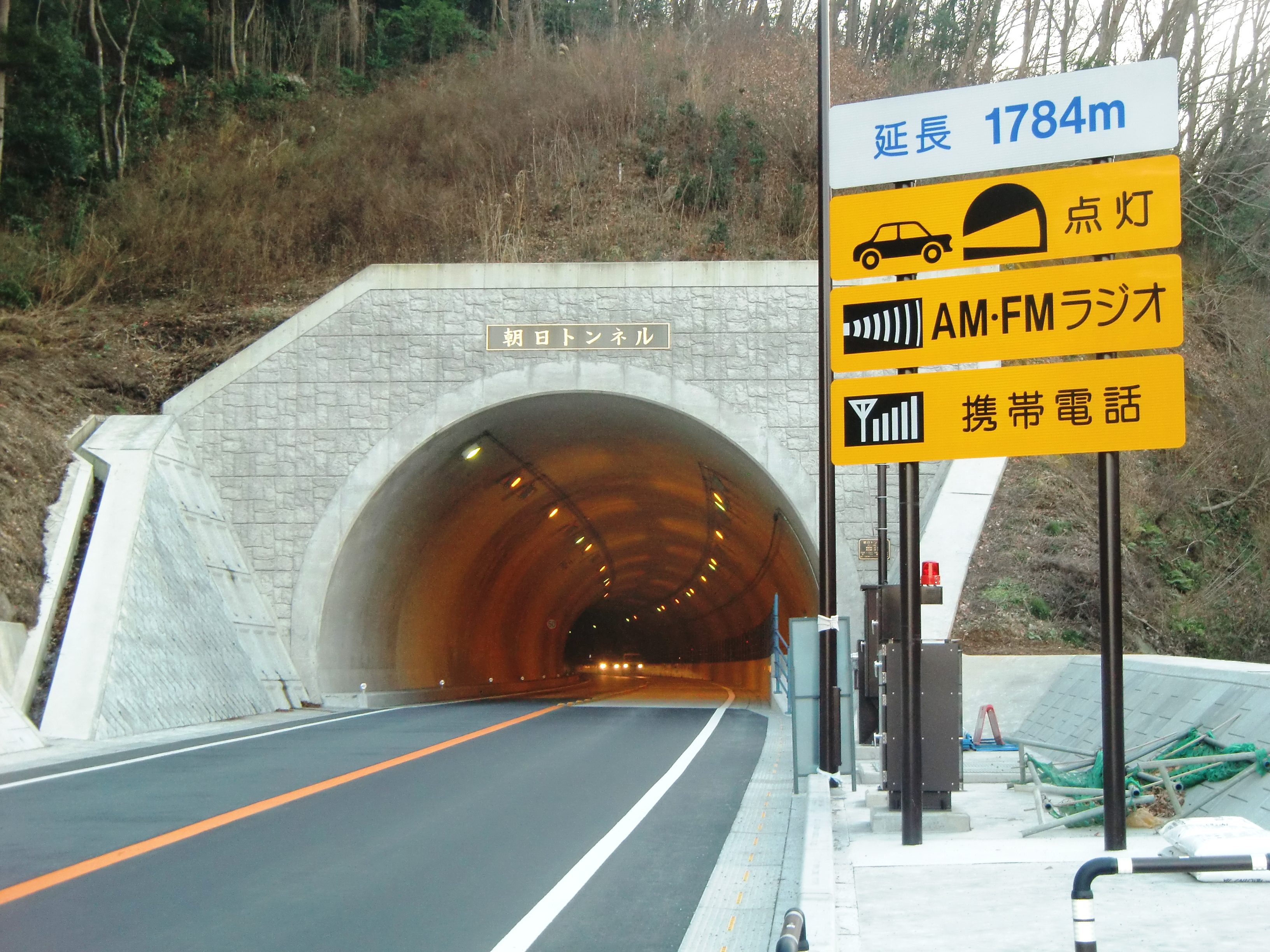
石岡市側出入口（2012年12月撮影）